# Сходницкое нефтяное месторождение
Схо́дницкое нефтяно́е месторожде́ние принадлежит к Карпатской нефтегазоносной области Западного нефтегазоносного региона Украины. Расположено в южной части Львовской области — на территории Дрогобычского района и посёлка Сходница Бориславского горсовета.

## Тектоническое строение
Находится в северо-западной части Оровского разлома Карпат. В поперечном сечении Сходницкая структура является асимметричной антиклиналью карпатской протяженности, надвинутой в северо-восточном направлению на соседнюю складку. По отложениям палеоцена складка образует 2 локальных свода: северо-западный (Сходницкий участок) и северо-восточный (Урицкий участок). Седловина между ними имеет глубину до 150—200 м. Размеры структуры в пределах контура нефтеносности составляют 5,9×0,8 м, высота до 200 м.

## Запасы и эксплуатация
Залежи пластовые, сводчатые, тектонически экранированные, один из них также литологично ограничен. Режим залежей упруг, растворенного газа и гравитационный.
Эксплуатируется с 1872 года. Запасы начальные добывающие категорий А+В+С1: нефти — 3812 тыс. т; растворённого газа — 407 млн м³. Плотность дегазированной нефти 826—874 кг/м³. Содержание серы в нефти до 0,26 масс. %.

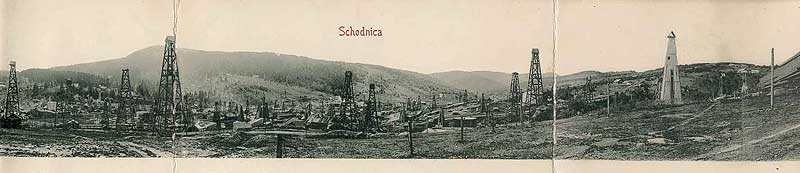
Сходницкие нефтяные промыслы в конце XIX — начале XX века